# Franco Boffi
Franco Boffi (Milano, 2 novembre 1958) è un mezzofondista e siepista italiano.

## Biografia
Dopo aver conquistato il titolo di campione nazionale nei 3000 metri siepi nel 1984, lo stesso anno prese parte ai Giochi olimpici di Los Angeles, dove concluse la sua gara di siepi con l'eliminazione in semifinale. Nel 1985 fu medaglia d'oro nei 3000 metri siepi alle Universiadi di Kōbe e l'anno successivo si classificò settimo nei 3000 metri piani ai campionati europei indoor di Liévin e fu medaglia d'oro ai campionati italiani nei 3000 metri piani indoor.

## Progressione

### 3000 metri siepi
| Stagione | Tempo   | Luogo    | Data      | Rank. Mond. |
| -------- | ------- | -------- | --------- | ----------- |
| 1991     | 8'43"29 | New York | 20-7-1991 |             |
| 1990     | 8'33"51 | Bologna  | 18-7-1990 |             |
| 1989     | 8'29"08 | Hengelo  | 13-8-1989 |             |
| 1988     | 8'25"06 | Helsinki | 30-6-1988 |             |
| 1987     | 8'21"69 | Roma     | 3-9-1987  |             |
| 1986     | 8'32"82 | Udine    | 8-6-1986  |             |
| 1985     | 8'27"95 | Roma     | 10-7-1985 |             |
| 1984     | 8'27"66 | Helsinki | 4-7-1984  |             |

## Palmarès
| Anno | Manifestazione    | Sede        | Evento                 | Risultato  | Prestazione | Note |
| ---- | ----------------- | ----------- | ---------------------- | ---------- | ----------- | ---- |
| 1983 | Mondiali di cross | Gateshead   | Gara seniores (12 km)  | 75º        | 38'42"      |      |
| 1984 | Mondiali di cross | New York    | Gara seniores (12 km)  | 55º        | 34'40"      |      |
| 1984 | Giochi olimpici   | Los Angeles | 3000 metri siepi       | Semifinale | 8'30"82     |      |
| 1985 | Mondiali di cross | Lisbona     | Gara seniores (12 km)  | 23º        | 34'21"      |      |
| 1985 | Universiadi       | Kōbe        | 3000 metri siepi       | Oro        | 8'28"75     |      |
| 1987 | Europei indoor    | Liévin      | 3000 metri piani       | 7º         | 7'59"23     |      |
| 1987 | Mondiali di cross | Varsavia    | Gara seniores (12 km)  | 62º        | 38'09"      |      |
| 1987 | Mondiali          | Roma        | 3000 metri siepi       | 13º        | 8'43"60     |      |
| 1988 | Mondiali di cross | Auckland    | Corsa seniores (12 km) | 51º        | 36'55"      |      |
| 1991 | Mondiali di cross | Anversa     | Corsa seniores (12 km) | 92º        | 35'49"      |      |

## Campionati nazionali
- 1 volta campione italiano assoluto dei 3000 metri siepi (1984)
- 1 volta campione italiano assoluto dei 3000 metri piani indoor (1987)

1980
- 18º ai campionati italiani di corsa campestre - 37'03"

1981
- Argento ai campionati italiani assoluti indoor, 3000 m - 8'07"13
- 8º ai campionati italiani di corsa campestre - 37'30"

1982
- 5º ai campionati italiani assoluti indoor, 3000 m - 8'05"57

1983
- Bronzo ai campionati italiani assoluti, 5000 m - 13'50"10
- Argento ai campionati italiani assoluti indoor, 3000 m - 8'08"67
- 5º ai campionati italiani di corsa campestre - 35'15"

1984
- Bronzo ai campionati italiani assoluti, 10000 m - 29'05"45
- Oro ai campionati italiani assoluti, 3000 siepi - 8'35"51
- Bronzo ai campionati italiani assoluti indoor, 3000 m - 8'00"41
- 4º ai campionati italiani di corsa campestre - 34'06"

1985
- 4º ai campionati italiani assoluti, 5000 m - 13'35"06
- Bronzo ai campionati italiani di corsa campestre - 29'23"

1986
- 14º ai campionati italiani di corsa campestre - 35'58"

1987
- Bronzo ai campionati italiani assoluti, 3000 m siepi - 8'26"22
- Oro ai campionati italiani assoluti indoor, 3000 m - 8'02"20
- 4º ai campionati italiani di corsa campestre - 32'24"

1988
- 7º ai campionati italiani di corsa campestre - 36'11"

1990
- 5º ai campionati italiani di corsa campestre - 35'33"

1992
- 51º ai campionati italiani di corsa campestre

## Altre competizioni internazionali
1979
- 12° alla Podistica Spilambertese ( Spilamberto), 9,3 km - 29'09"
- Oro alla Corsa di Santo Stefano ( Bologna), 5 miglia

1980
- 9° al Giro dei Tre Monti ( Imola), 15,4 km - 49'05"
- 8° alla Corrida di San Geminiano ( Modena), 12 km - 37'43"
- Oro alla Corsa di Santo Stefano ( Bologna), 5 miglia

1981
- 7° al Gran Premio Podistico Città di Ferrara ( Ferrara), 12,5 km - 37'28"
- Oro alla Notturna di San Giovanni ( Cesena), 11,5 km - 35'33"
- 10° al Campaccio ( San Giorgio su Legnano) - 34'39"
- Argento al Cross della Vallagarina ( Villa Lagarina) - 25'32"

1982
- Oro al Miglianico Tour ( Miglianico), 18 km - 56'19"
- Oro alla Notturna di San Giovanni ( Cesena), 11,5 km - 35'22"
- Oro alla Corsa di Santo Stefano ( Bologna), 5 miglia - 24'02"
- 4° al Cross della Vallagarina ( Villa Lagarina)

1983
- Argento alla Casaglia/San Luca ( Bologna), 10,2 km - 31'25"
- Argento alla Corsa di Santo Stefano ( Bologna), 5 miglia - 23'58"
- 4° alla Scarpa d'oro ( Vigevano), 6,7 km - 18'52"
- 13° alla Cinque Mulini ( San Vittore Olona) - 32'09"
- 4° al Cross dell'Altopiano ( Clusone) - 36'30"
- 6° al Cross di Cossato ( Cossato) - 33'23"

1984
- 4° alla Stramilano ( Milano) - 1h03'54"
- 5° al Giro al Sas ( Trento), 12 km - 37'38"
- Oro alla Corsa di Santo Stefano ( Bologna), 5 miglia - 23'40"
- 17° alla Cinque Mulini ( San Vittore Olona) - 32'57"
- 9° al Cross di Chartres ( Chartres)

1985
- 8° alla Cinque Mulini ( San Vittore Olona) - 33'13"

1986
- Bronzo alla Mezza maratona di Monza ( Monza) - 1h05'13"
- Oro a La Vallazza ( Molinella), 14,2 km - 45'05"
- Argento al Giro podistico internazionale di Castelbuono ( Castelbuono) - 34'47"
- Argento alla Casaglia/San Luca ( Bologna), 10,2 km - 31'01"
- Oro al Giro dei Due Sassi ( Matera), 9 km - 27'46"
- Bronzo alla Corsa di Santo Stefano ( Bologna), 5 miglia - 23'51"
- 9° alla Cinque Mulini ( San Vittore Olona) - 31'44"
- 6° al Campaccio ( San Giorgio su Legnano) - 37'33"

1987
- 6° alla Corrida di San Geminiano ( Modena), 13,1 km - 39'23"
- 5° alla Podistica Spilambertese ( Spilamberto), 10,6 km - 34'41"
- 7° alla Montefortiana Turà ( Monteforte d'Alpone) - 31'16"
- 14° alla Cinque Mulini ( San Vittore Olona) - 31'35"
- Oro al Cross di Alà dei Sardi ( Alà dei Sardi)
- 4° al Cross delle Pradelle ( Lozzo di Cadore) - 31'15"

1988
- Argento alla Vivici Ellesse ( New York), 12 km - 37'18"
- Argento alla Muracross ( Ferrara) - 30'24"
- 26° alla Amatrice-Configno ( Amatrice), 8,4 km - 26'02"
- 5° alla Cinque Mulini ( San Vittore Olona) - 33'20"
- Argento al Cross della Vallagarina ( Villa Lagarina) - 28'12"

1989
- 5° alla Zurcher Sylvesterlauf ( Zurigo), 8 km - 23'36"
- 7° alla Cinque Mulini ( San Vittore Olona) - 31'38"
- 6° al Cross di Alà dei Sardi ( Alà dei Sardi) - 33'25"
- 7° al Cross delle Pradelle ( Lozzo di Cadore)

1990
- 6° al Circuito dell'Albana ( Bertinoro), 9 km - 25'35"
- 12° alla Cinque Mulini ( San Vittore Olona) - 31'51"
- 5° al Campaccio ( San Giorgio su Legnano) - 35'51"
- 4° al Cross di Alà dei Sardi ( Alà dei Sardi) - 31'43"
- 4° al Cross della Vallagarina ( Villa Lagarina) - 29'28"
- Oro al Cross Internacional Ciudad de Granollers ( Granollers) - 31'16"
- Argento al Trofeo Monte Gurtei ( Nuoro)

1991
- 11° al Gran Premio Undici Ponti di Comacchio ( Comacchio), 9,5 km
- 5° al Cross della Vallagarina ( Villa Lagarina) - 28'01"

1992
- Oro al Giro di Bisceglie ( Bisceglie)
- 10° al Cross della Vallagarina ( Villa Lagarina) - 29'29"